# Olho mecânico
Olho mecânico é um aparelho com a finalidade de simular o comportamento da luz no olho humano; É aplicado ao treinamento de optometristas e oftalmologistas em procedimentos de retinoscopia e oftalmoscopia. Também é conhecido como modelo de olho (do inglês model eye).

## Funcionamento
O olho mecânico é composto por uma lente de valor positivo e ponto focal referente à posição de seu fundo (retina), um fundo vermelho com função de anteparo, uma frete em formato furo estenopeico com diâmetro de 5 a 8 milímetros, montados em um corpo cilíndro.
Para sua fabricação é importante a aplicação da formula dos pontos conjugados de Gauss, onde o fundo do olho está para P' (ponto imagem), e a posição de observação virtual para o ponto P (ponto objeto).
Em alguns modelos o olho mecânico possui acessórios que simulam patologias do olho humano. Para o treinamento de retinoscopia com o retinoscópio, o optometrista ou oftalmologista estudante deve aferir o poder de refração do sistema. Aplicando o procedimento de oftalmoscopia em olho mecânico o estudante simula o estudo do fundo do olho.
Para a simulação de ametropias como: miopia, hipermetropia, astigmatismo miópico e astigmatismo hiperópico pode ser usada a associação de lentes de refrações conhecidas, ou mudança da posição do fundo.